# Mom Men
Mom Men (tiếng Thái: หม่อมเหม็น, 1779-1809) hay Chaofa Men (เจ้าฟ้าเหม็น), là một hoàng tử Xiêm La (Thái Lan). Ông là con trai của vua Taksin (Trịnh Quốc Anh). Mẹ là hoàng phi Chim Yai, một con gái của Rama I. Sử nhà Nguyễn gọi là Chiêu Mẫn (昭緡, "Chao Men").
Năm 1809, vua Rama I mất. Ông đã phát động một cuộc đảo chính nhằm loại bỏ Rama II khỏi vương vị. Ông bị giết bởi hoàng tử Thap (sau này là Rama III).

## Tước vị
- vương triều Thonburi: 
  - Chaofa Chai Suphanthuwong (สมเด็จเจ้าฟ้าชายสุพันธุวงศ์)
- vương triều Chakri:
  - Chaofa Aphaithibet (เจ้าฟ้าอภัยธิเบศ)
  - Chaofa Thammathibet (เจ้าฟ้าธรรมาธิเบศร์)
  - Somdet Phra Chao Lan Ther Kromma Khun Kshatriyanuchit (สมเด็จพระเจ้าหลานเธอ เจ้าฟ้าธรรมาธิเบศร์ กรมขุนกษัตรานุชิต)